# Алтайское краевое Законодательное Собрание
Алтайское краевое Законодательное Собрание (АКЗС; в 1940—1994 и 1999—2007 годах — Алтайский краевой Совет народных депутатов, АКСНД) — представительный орган законодательной власти Алтайского края.
Состоит из 68 депутатов, избираемых населением края на муниципальных выборах сроком на 5 лет — 34 из которых избираются по одномандатным избирательным округам, и 34 по партийным спискам.

## История
После принятия новой Конституции Российской Федерации в 1993 году краевой Совет приобрел статус высшего законодательного органа государственной власти края. По решению Малого Совета краевого Совета народных депутатов 13 марта 1994 года состоялись выборы депутатов со сроком полномочий — 2 года. Первым председателем стал А. А. Суриков.
20 апреля 1995 года был принят Устав Алтайского края, который установил, что краевое законодательное собрание является единственным законодательным органом государственной власти края, определил его полномочия, порядок деятельности и основные элементы структуры.
В соответствии с Уставом, краевое законодательное собрание состояло из 50 депутатов, выбираемых на 4 года по одномандатным округам.
После выборов 31 марта 1996 года сформировался второй состав Законодательного собрания, председателем которого избран А. Г. Назарчук.
В Законодательном собрании второго созыва были зарегистрированы первые фракции «За народовластие» и «Союз промышленников». За 4 года работы, депутаты провели 43 сессии, на которых было принято 307 законов и 1806 постановлений. 26 августа 1999 года депутаты решили вернуть Законодательному собранию прежнее название — краевой Совет народных депутатов.
Третий созыв АКСНД был сформирован в 2000 году. Депутаты приняли законы «О промышленной политике в Алтайском крае», «Об инвестиционной деятельности в Алтайском крае», «Об особо охраняемых природных территориях в Алтайском крае», «Об обязательной экологической экспертизе», «О Красной книге Алтайского края». Кроме того, были разработаны целевые программы внедрения и развития ипотечного кредитования; кадрового обеспечения агропромышленного комплекса; адресной социальной помощи малоимущим гражданам и семьям; формирование и пропаганда здорового образа жизни среди.
В марте 2004 года прошли очередные выборы в АКСНД, который уже формировался по новой системе — половина депутатов избиралась по одномандатным округам, другая половина — по спискам избирательных объединений и блоков.
Краевой совет не смог наладить отношения с новым губернатором края Михаилом Евдокимовым. Большинство депутатов утверждали, что он демонстрировал неспособность сформировать эффективную команду управленцев, и обвиняли его в провале экономической политики.
В конце февраля 2005 год на сессии совета принято постановление о ненадлежащем исполнении своих обязанностей главой Алтайского края. Оно было направлено в полпредство Сибирского федерального округа и президенту РФ.
31 марта 2005 год депутаты выразили губернатору недоверие. За это проголосовали 46 из 52 депутатов. Согласно федеральному законодательству, судьбу губернатора должен был решать президент РФ. Однако, Владимир Путин никак не вмешался в эту ситуацию. И на том же заседании губернатор отказался зачитывать перед депутатами крайсовета традиционный доклад о социально-экономической ситуации в крае. Свой шаг он объяснил тем, что депутаты все равно настроены неконструктивно и не смогут воспринять доклад адекватно.
29 ноября 2007 год на сессии Алтайского крайсовета Александр Назарчук заявил о своей отставке, после принятия большинством депутатов предложенных фракцией «Единая Россия» поправок в Устав края (переименование крайсовета в Законодательное собрание, главы администрации в губернатора, облегчение процесса внесения изменений в Устав края). Однако отставка спикера не была принята депутатами.
В марте 2008 года прошли очередные выборы в Законодательное Собрание. В них принимали участие только 4 партии: Единая Россия, КПРФ, ЛДПР и Справедливая Россия. Список «ЕР» возглавил губернатор Александр Карлин, а ЛДПР — её лидер Владимир Жириновский (позднее от мандата отказался). Другие партии, зарегистрированные в крае — АПР, Гражданская сила и Яблоко были сняты ЦИК за большое количество недостоверных подписей. Кроме того, в бюллетенях отсутствовала графа «Против всех». 1 марта 2009 года депутатом Законодательного Собрания стал футболист Алексей Смертин.
В декабре 2011 года по результатам выборов победу одержала партия Единая Россия, выиграв на всех 34-х одномандатных округах, а также получив около 39,8 % голосов по партийным спискам. Также в Законодательное Собрание прошли партии КПРФ, ЛДПР и Справедливая Россия. В сентябре 2014 года прошли довыборы по трём освободившимся местам депутатов, победу в округах тогда одержали представители «Единой России».

### Переезд в новое здание
С момента своего создания законодательный орган края располагался в одном здании с администрацией (пр. Ленина, д. 59). В апреле-августе 2013 года капитально отремонтировано здание, которое занимал комитет по транспорту администрации края на ул. Анатолия, 81. АКЗС переехал туда 12 августа 2013 года.

## Председатели
- А. А. Суриков (1994—1996)
- А. Г. Назарчук (1996—2008)
- И. И. Лоор (2008—2016)
- А. А. Романенко (2016 — н. в.)

## Представитель в Совете Федерации
- Зобнев Виктор Викторович — полномочия подтверждены с 7 октября 2021 года

## Созывы Алтайского краевого Законодательного Собрания - АКЗС (в 1994 - 2008 гг. - Алтайский краевой Совет народных депутатов - АКСНД)

### АКСНД I созыва (1994—1996)
Выборы депутатов АКСНД состоялись 13 марта 1994 года. Было избрано 50 депутатов. Председателем был избран Суриков Александр Александрович (в 1996 - 2004 гг. - глава администрации Алтайского края). 
| 19 | 31                   |
| Объединенная фракция из депутатов - представителей аграрников, коммунистов, других общественных движений и независимых депутатов | независимые депутаты |
| --- | -------------------- |

### АКСНД II созыва (1996—2000)
Выборы депутатов АКСНД состоялись 31 марта 1996 года. Было избрано 50 депутатов. Председателем был избран Суриков Александр Александрович, которого в декабре 1996 года сменил Назарчук Александр Григорьевич (Александр Суриков был избран главой администрации Алтайского края). 
| 26                                                  | 11                                            | 13                   |
| Объединенная депутатская фракция «За народовластие» | Депутатское объединение «Союз промышленников» | независимые депутаты |
| --------------------------------------------------- | --------------------------------------------- | -------------------- |

### АКСНД III созыва (2000-2004)
Выборы депутатов АКСНД состоялись 26 марта 2000 года. Было избрано 50 депутатов. Председателем был избран Назарчук Александр Григорьевич. 
| 20                                                  | 27                                                       | 3                    |
| Объединенная депутатская фракция «За народовластие» | Депутатская группа «Единая Россия - Союз промышленников» | независимые депутаты |
| --------------------------------------------------- | -------------------------------------------------------- | -------------------- |

### АКСНД IV созыва (2004-2008)
Выборы депутатов АКСНД состоялись 14 марта 2004 года. Было избрано 68 депутатов (34 по единому округу по партийным спискам, 34 по одномандатным округам). Председателем был избран Назарчук Александр Григорьевич. 
| 13                                                          | 36                                                           | 6                                          | 9                                        | 3                    |
| Постоянное депутатское объединение – фракция «За наш Алтай» | Постоянное депутатское объединение – фракция «Единая Россия» | Депутатская группа «Объединенные депутаты» | Депутатская группа «Справедливая Россия» | независимые депутаты |
| ----------------------------------------------------------- | ------------------------------------------------------------ | ------------------------------------------ | ---------------------------------------- | -------------------- |

### АКЗС V созыва (2008-2011)
Выборы депутатов АКЗС состоялись 2 марта 2008 года. Было избрано 68 депутатов (34 по единому округу по партийным спискам, 34 по одномандатным округам). Председателем был избран Лоор Иван Иванович. 
| 7                                                   | 43                                                           | 6                                                                                       | 8                                                                  |
| Постоянное депутатское объединение - фракция «КПРФ» | Постоянное депутатское объединение - фракция «Единая Россия» | Постоянное депутатское объединение - фракция «Либерально-демократическая партия России» | Постоянное депутатское объединение - фракция «Справедливая Россия» |
| --------------------------------------------------- | ------------------------------------------------------------ | --------------------------------------------------------------------------------------- | ------------------------------------------------------------------ |

### АКЗС VI созыва (2011-2016)
Выборы депутатов АКЗС состоялись 4 декабря 2011 года. Было избрано 68 депутатов (34 по единому округу по партийным спискам, 34 по одномандатным округам). Председателем был избран Лоор Иван Иванович. 
| 9              | 47                      | 6                                                  | 5                             |
| фракция «КПРФ» | фракция «Единая Россия» | фракция «Либерально-демократическая партия России» | фракция «Справедливая Россия» |
| -------------- | ----------------------- | -------------------------------------------------- | ----------------------------- |

### АКЗС VII созыва (2016-2021)
Выборы депутатов АКЗС состоялись 18 сентября 2016 года. Было избрано 68 депутатов (34 по единому округу по партийным спискам, 34 по одномандатным округам). Председателем был избран Романенко Александр Алексеевич. 
| 8              | 43                      | 9                                                  | 6                             |
| фракция «КПРФ» | фракция «Единая Россия» | фракция «Либерально-демократическая партия России» | фракция «Справедливая Россия» |
| -------------- | ----------------------- | -------------------------------------------------- | ----------------------------- |

### АКЗС VIII созыва (2021 - настоящее время)
Выборы депутатов АКЗС состоялись 17, 18 и 19 сентября 2021 года. Было избрано 68 депутатов (34 по единому округу по партийным спискам, 34 по одномандатным округам). Председателем был избран Романенко Александр Алексеевич. 
По состоянию на 31 августа 2023 года, фракцию КПРФ покинули 5 депутатов - численность фракции сократилась до 19 членов. Фракция Единой России увеличилась на 3 члена. Остальные фракции остались без изменений. 
| 24             | 31                      | 4                                                  | 5                                         | 4                                                   |
| фракция «КПРФ» | фракция «Единая Россия» | фракция «Либерально-демократическая партия России» | фракция «Справедливая Россия - За Правду» | фракция «Коммунистическая партия Коммунисты России» |
| -------------- | ----------------------- | -------------------------------------------------- | ----------------------------------------- | --------------------------------------------------- |